# 劉振祥
劉振祥（1963年—）出生於台北市士林區，台灣男性攝影家，長年拍攝台灣社會運動、藝文表演以及電影劇照，吳三連獎藝術類－攝影獎得主。2023年獲頒第25屆台北電影獎卓越貢獻獎。

## 生平
劉振祥畢業於復興商工美術科，1986年進入《時報新聞周刊》；1988年擔任自立報系《台北人》月刊攝影主編，後升為自立早報攝影主任，同年舉辦第二次個展「解嚴前後」。
1987年開始參與雲門舞集的攝影工作至今，並為國內大小表演團隊劇照操刀。
1993年離開自立報系，成立工作室，曾負責侯孝賢《戀戀風塵》、楊德昌《恐怖分子》及鍾孟宏所有電影長片劇照拍攝。
2010年，劉振祥以解嚴前後的民眾訴求、遊行、抗議等的社會脈動〈1990抗議軍人組閣遊行中面具〉，以及雲門舞集的〈薪傳〉、〈水月〉、〈行草〉、〈行草貳〉等兩類作品，獲第三十三屆吳三連獎藝術獎攝影獎。